# Puerto Nare
Puerto Nare – miasto w Kolumbii, w departamencie Antioquia.